# Conope
Conope (en grec antic Κωνώπη) anomenada després Arsínoe (Ἀρσινόη) era una antiga ciutat d'Etòlia a la riba oriental de l'Aqueloos, prop de la moderna Anguelókastro a la prefectura d'Etòlia-Acarnània.
Era un poblet petit fins que Arsínoe II, l'esposa de Lisímac de Tràcia i després casada amb el seu germà Ptolemeu II Filadelf la va ampliar i engrandir. Estrabó parla de la bona situació de la ciutat, ja que es trobava en un punt per on es podia passar el riu.
Polibi l'anomena Conope quan parla de la guerra entre Filip V de Macedònia i la Lliga Etòlia l'any 219 aC, i diu que vora la ciutat es va produir una batalla. Ciceró l'anomena Arsínoe.